# 石岡市立東小学校
石岡市立東小学校（いしおかしりつ ひがししょうがっこう）は、茨城県石岡市旭台にある公立小学校。

## 沿革
（この節の出典）
- 1875年（明治8年）4月1日 - 東大橋常照院に東大橋小学校が開校。
- 1892年（明治25年）8月1日 - 高浜第二尋常小学校と改称。
- 1900年（明治33年）4月1日 - 東大橋尋常小学校と改称。
- 1941年（昭和16年）4月1日 - 国民学校令により、東大橋国民学校と改称。
- 1947年（昭和22年）11月16日 - 石岡町立東大橋小学校と改称。
- 1954年（昭和29年）2月11日 - 石岡町の市制施行にともない、石岡市立東大橋小学校と改称。
- 1959年（昭和34年）4月1日 - 学区改変にともない、石岡市立東小学校と改称。
- 1960年（昭和35年）5月18日 - 新校舎に移転。この日を創立記念日とする。校章制定。
- 1967年（昭和42年）3月3日 - 校歌制定。
- 1973年（昭和48年）
  - 3月16日 - 体育館兼講堂が完成。
  - 8月1日 - プールが完成。
- 2008年（平成20年）11月 - 創立50周年記念式典挙行[1]。
- 2009年（平成21年）9月 - 新校舎建設工事着工[1]。
- 2010年（平成22年）7月 - 新校舎竣工[1]。
- 2011年（平成23年）6月 - 新体育館工事着工[1]。
- 2012年（平成24年）4月 - 新体育館竣工[1]。
- 2013年（平成25年）2月1日 - 新運動場（グラウンド）竣工[1]。

## 校歌
（この節の出典）
- 作詞：塚本勝義（茨城大学教授）、作曲：細谷一郎（NHK専属作曲家）

## 通学区域と進学先中学校
出典

### 通学区域
- 山王台・大和町・東ノ辻（2部・3部）・兵崎・東町・小井戸・外野町・曲松・上親和・寺染・下坪・香取・八軒・塚・小川道市営住宅・六軒東・六軒西・住宅団地1・住宅団地2・六軒東分譲住宅・雇用促進団地1・雇用促進団地2・第2東大橋団地1・第2東大橋団地2・元彦町・東大橋物見塚・東大橋八軒向・八軒向1部・自由ケ丘（国道・石岡潮来線の東小学校側）・小川道（国道・石岡潮来線の東小学校側）・緑ケ丘

### 進学先中学校
- 石岡市立石岡中学校

## アクセス
- 関東鉄道バスで、「東小学校入口」停留所下車後、徒歩。